# Jon Postel

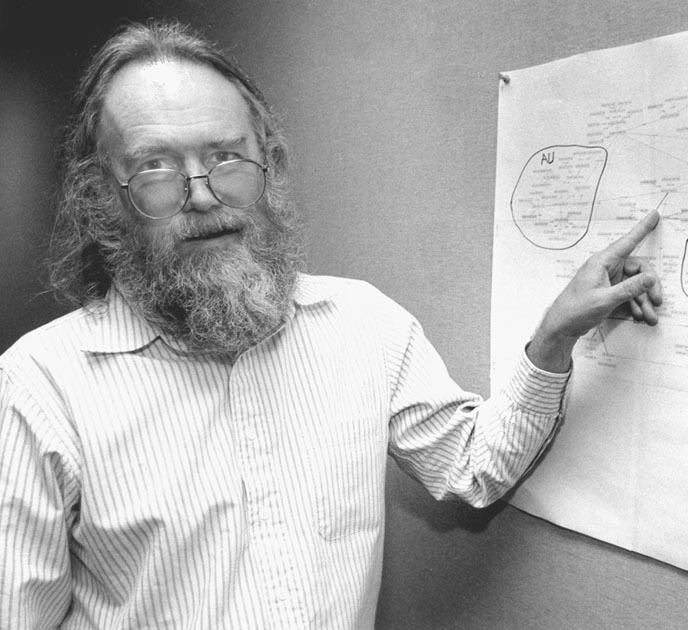
Jon Postel, 1994

Jonathan „Jon“ Bruce Postel, IPA: [pə'stɛl] (* 6. August 1943 in Altadena; † 16. Oktober 1998 in Santa Monica) war ein US-amerikanischer Informatiker und Wegbereiter des Internets, für dessen Entwicklung er – insbesondere im Hinblick auf Standards – zahlreiche bedeutende Beiträge leistete.

## Schaffen
Jon Postel graduierte als Bachelor of Science und Master of Science der Ingenieurwissenschaften (1966 bzw. 1968) und promovierte zum Doctor of Philosophy in Informatik 1974, alles an der University of California, Los Angeles.
Während seines Studiums an der University of California, Los Angeles war er als Assistent am ARPAnet beteiligt. Später ging er an das Information Sciences Institute der University of Southern California, wo er den Rest seines Berufslebens verbrachte.
Am besten bekannt ist Postel als Herausgeber der Requests for Comments (RFC), eine Rolle, die er fast dreißig Jahre lang innehatte. Während dieser Zeit verfasste er selbst über 200 RFC, unter anderem so grundlegende wie RFC 791 bis RFC 793 (IP, ICMP und TCP) und RFC 2223 (Instructions to RFC Authors).
Sein vielleicht bekanntestes Vermächtnis stammt aus RFC 793, welches das Robustheitsprinzip enthält und oft als Postels Gesetz bezeichnet wird: „be conservative in what you do, be liberal in what you accept from others“ („sei konservativ in dem, was Du tust, sei tolerant in dem, was Du von anderen akzeptierst“, oft formuliert als „sei konservativ in dem, was Du sendest, sei tolerant in dem, was Du empfängst“).
In der Serie der RFC wurde ihm nach seinem Tode mit dem RFC 2468 durch Vint Cerf ein virtueller Gedenkstein gesetzt.
Postel war Gründungsmitglied des Internet Architecture Board (IAB), erstes Einzelmitglied der Internet Society und Teil dessen Board of Trustees.
Ebenso initiierte er die Internet Assigned Numbers Authority (IANA) und stand ihr von Beginn an bis zu seinem Tode als Direktor vor. Unter anderem dadurch hatte Postel eine für das Internet sehr bedeutende Stellung inne, die der Öffentlichkeit aber eher unbekannt war. Mit seinem buschigen Bart, langen Haaren und freundlichem Wesen prägte er aber das Bild der Internet-Gemeinde auf positive Weise nach außen mit.
Der Postel Service Award der Internet Society wie auch das Postel Center am Information Sciences Institute (ISI) wurde zu seinen Ehren nach ihm benannt.
Für seine Arbeit an der Entwicklung des Internets wurde er kurz vor seinem Tod mit der Silbermedaille der International Telecommunication Union (ITU) ausgezeichnet – einer Auszeichnung, die normalerweise Staatsoberhäuptern vorbehalten ist.
Er starb an Komplikationen nach einer Herzoperation.